# Staatsbesuch von Erich Honecker in Österreich
Der Staatsbesuch von Erich Honecker in Österreich fand vom 10. bis 13. November 1980 statt. Es war der erste offizielle Besuch eines DDR-Staatsoberhauptes in einem westlichen europäischen Land.

## Vorgeschichte

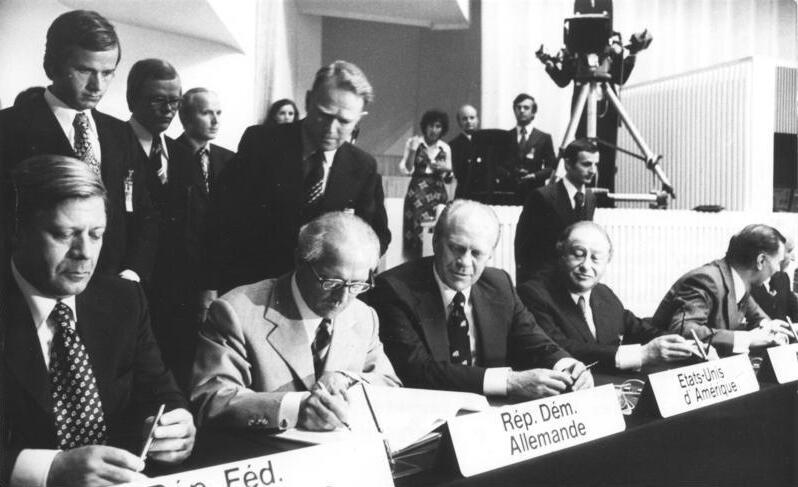
Helmut Schmidt, Erich Honecker, US-Präsident Gerald Ford und Bruno Kreisky (von links nach rechts) bei der Unterzeichnung der Schlussakte der KSZE von Helsinki 1975

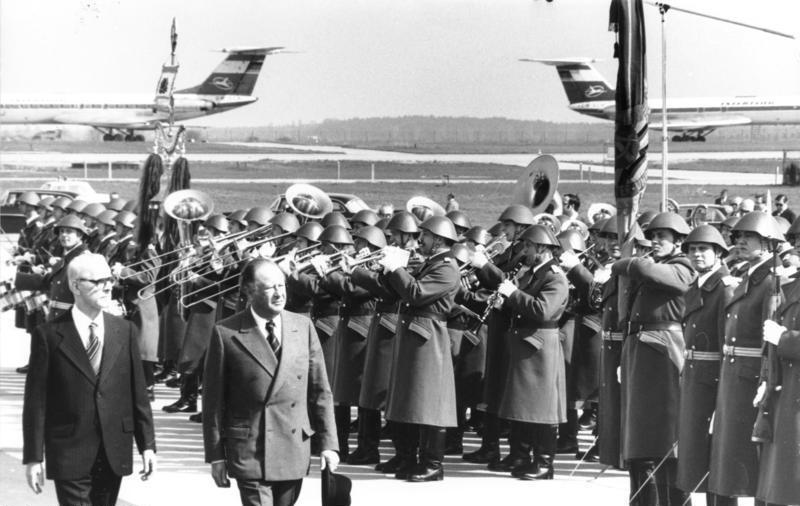
Ministerpräsident Willi Stoph und Bundeskanzler Bruno Kreisky in Berlin-Schönefeld 1978

Österreich war für die DDR in den 1960er und 1970er Jahren  der wichtigste Partner aus der westlichen Welt.
Seit 1953 gab es Handelskammern in beiden Hauptstädten, da Österreich die DDR wegen der westdeutschen Hallstein-Doktrin nicht offiziell anerkennen konnte.
In den 1960er Jahren gab es geheime Gespräche zwischen Vertretern beider Regierungen.
In dieser Zeit bestanden bereits gute wirtschaftliche Beziehungen.
Österreich nahm als erstes westlichen Land diplomatische Beziehungen zur DDR auf, noch am Tag des deutsch-deutschen Grundlagenvertrages am 21. Dezember 1972, und erkannte als erstes westliches Land die Staatsbürgerschaft der DDR 1975 an.
Bundeskanzler Bruno Kreisky besuchte 1978 als erster westlicher Regierungschef die DDR. Eine Gegeneinladung an Erich Honecker verzögerte er mehrere Male, da er den Besuch des westdeutschen Bundeskanzlers Helmut Schmidt in der DDR abwarten wollte.
Die Einladung für den November 1980 behielt er dann aber bei, auch nachdem Schmidt seine beabsichtigte Reise in die DDR im August 1980 wieder abgesagt hatte.

## Mitglieder der DDR-Delegation
- Erich Honecker, Vorsitzender des Staatsrates
- Günter Mittag, Stellvertreter des Vorsitzenden des Staatsrates
- Oskar Fischer, Außenminister
- Gerhard Beil, Minister für Außenhandel
- Gerhard Schramm, Botschafter der DDR in Österreich
- weitere Experten

## Ablauf
10. November
Die DDR-Delegation landete gegen 10 Uhr mit der Interflugmaschine IL 62 auf dem Flughafen Wien-Schwechat. Sie wurde dort von Bundespräsident Rudolf Kirchschläger, Bundeskanzler Bruno Kreisky und weiteren Regierungsmitgliedern begrüßt. Danach fuhren die Leiter beider Delegationen in einem Auto begleitet von einer Motorradeskorte zum Hotel Imperial, der Residenz des Gastes.
Am Vormittag empfing Bundespräsident Kirchschläger Erich Honecker zu einem ersten Gespräch in der Wiener Hofburg. Am Nachmittag gab es ein Vier-Augen-Gespräch zwischen Bundeskanzler Kreisky und dem Staatsratsvorsitzenden Honecker in dessen Amtssitz am Ballhausplatz.
Am Abend lud Bundespräsident Kirchschläger die Delegationen zu einem Essen in der Geheimen Ratsstube der Wiener Hofburg.
11. November
Am Morgen des 11. November wurde die DDR-Delegation im Rathaus durch die stellvertretende Bürgermeisterin und stellvertretende Landeshauptfrau Gertrude Fröhlich-Sandner empfangen. Erich Honecker schrieb sich in das Goldene Buch der Stadt ein.
Am Vormittag besuchte die Delegation das Internationale Zentrum in Wien, das von Vertretern internationaler Organisationen, wie der UNO, genutzt wird. Sie wurde auch im Gebäude der Internationalen Atomenergie-Organisation (IAEO) von Generaldirektor Sigvard Eklund empfangen. In der Hofburg besichtigte sie außerdem die berühmte Spanische Hofreitschule.
Am Mittag lud Bundeskanzler Kreisky zu einem Essen. Die Delegation besuchte auch den Bundesrat und führte Gespräche mit Parlamentariern.
Am Nachmittag wurden ein langfristiges Handels- und Zahlungsabkommen, Verträge über Rechtsschutz von Erfindungen (Patenten) und über Rechtshilfe in Zivilsachen, sowie ein Abkommen über den Luftverkehr zwischen beiden Ländern unterzeichnet. Erich Honecker empfing im Hotel Imperial Vertreter der „Gesellschaft Österreich-DDR“ und den Vorsitzenden der Kommunistischen Partei Österreichs Franz Muhri.

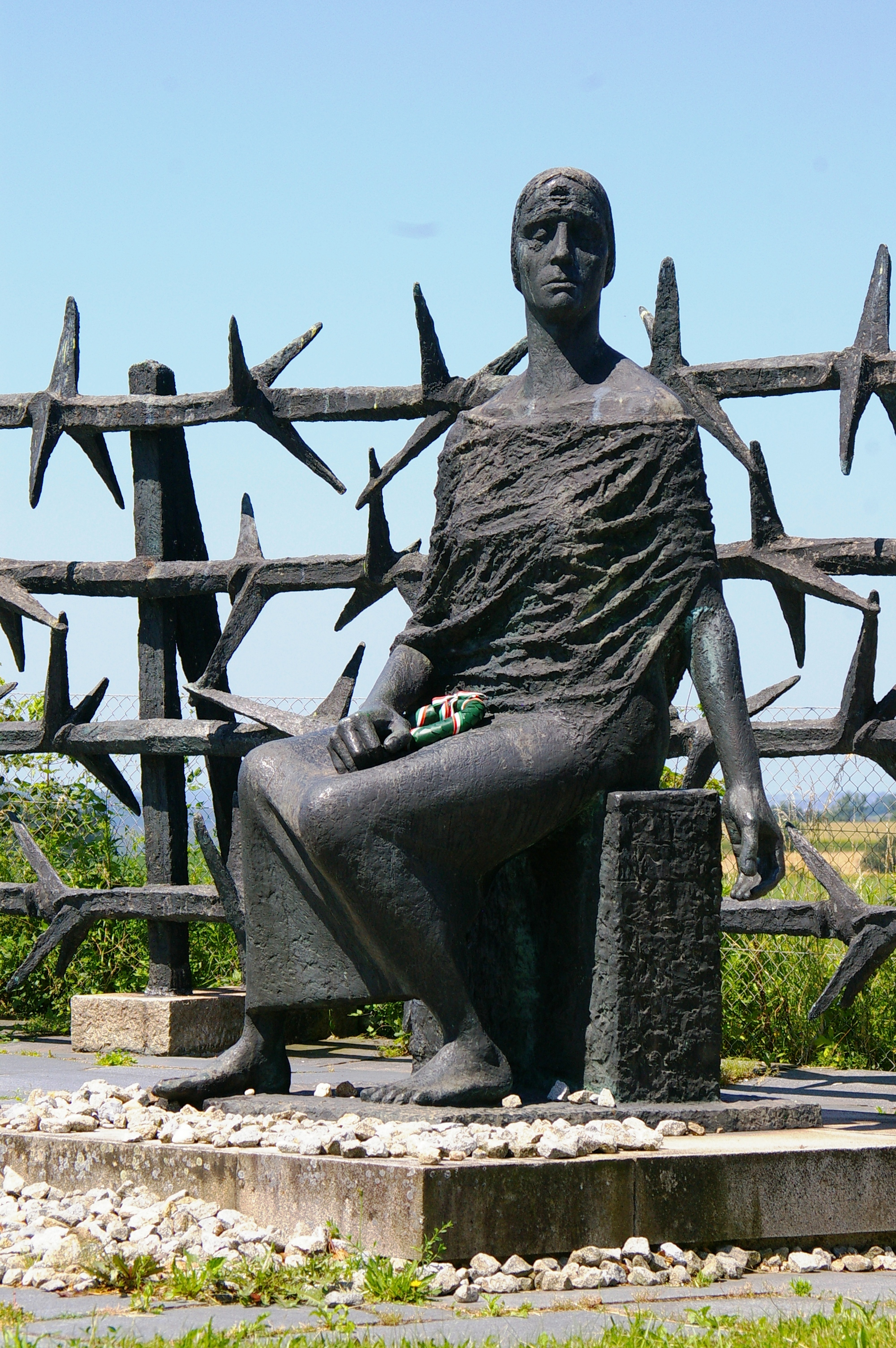
Denkmal „O Deutschland, bleiche Mutter“ von Fritz Cremer

Am Abend lud Erich Honecker zu einem Festessen in das Palais Pallavicini.
12. November
Am Morgen des 12. November besuchte die Delegation die Gedenkstätte des ehemaligen KZ Mauthausen und legte Kränze am zentralen Mahnmal und am Denkmal der DDR („O Deutschland, bleiche Mutter“ von Fritz Cremer) nieder.
Danach besichtigte sie in Linz die VÖEST-Alpine AG, das größte Industrieunternehmen des Landes, in Gegenwart des Bundespräsidenten.
Am Abend fuhr die Delegation mit dem Bundespräsidenten mit einem Sonderzug nach Salzburg. Dort wurde sie im fahnengeschmückten Hauptbahnhof mit Blasmusik und Trachten empfangen.
13. November
Am Vormittag des 13. November wurde die Delegation mit einem Stadtrundgang durch die Innenstadt von Salzburg geführt, anwesend war auch der Bundespräsident. Sie besichtigte dabei das Mozarteum, das Geburtshaus von Wolfgang Amadeus Mozart, wo sich Erich Honecker in das Gästebuch einschrieb.
Am Mittag lud der Salzburger Landeshauptmann Wilfried Haslauer zu einem Essen.
Am Nachmittag wurde die DDR-Delegation von Bundespräsident Kirchschläger und weiteren Regierungsvertretern auf dem Flughafen Salzburg verabschiedet und flog zurück nach Schönefeld.

## Nachwirkungen
Über den Besuch wurde ein DEFA-Dokumentarfilm veröffentlicht.
Als ein Ergebnis des Besuches baute das österreichische Unternehmen VÖEST-Alpine AG   ein großes Konverter-Stahlwerk in Eisenhüttenstadt, das 1984 eröffnet wurde.
Bundeskanzler Fred Sinowatz besuchte die DDR 1984, sein Nachfolger Franz Vranitzky 1988 und 1989. Ende 1989 war Österreich noch der zweitwichtigste westliche Handelspartner der DDR nach der Bundesrepublik Deutschland.
Ein Glaspokal der Salzburger Landesregierung für Erich Honecker befindet sich jetzt im Deutschen Historischen Museum in Berlin.